# 송포역
송포역(Songpo station, 松浦驛)은 경상북도 영천시 북안면 송포2리에 위치한 중앙선의 역이었다. 2021년 12월 28일 중앙선 복선 전철화 구간이 완공되어  폐역이 되었다.

## 역명 유래
1914년에 행정구역을 통폐합하면서 송계와 옥포의 이름을 따서 송포라 한데서 비롯되었다.

## 연혁
- 1966년 7월 11일 : 무배치간이역으로 개업[1]
- 1967년 9월 1일 : 을종승차권대매소 지정[2]
- 1974년 12월 5일 : 역 폐지[3]
- 1978년 12월 8일 : 역사 개·증축
- 1979년 2월 1일 : 신호장으로 다시 영업 개시[4]
- 1980년 12월 1일 : 통근열차 여객 취급 개시[5]
- 1984년 6월 1일 : 여객 취급 개시[6]
- 2005년 4월 1일 : 무인 신호장으로 변경
- 2007년 6월 1일 : 일반 열차 통과
- 2008년 3월 10일 : 여객 취급 중지[7]
- 2021년 12월 28일 : 폐역